# 罕王集團
罕王實業集團有限公司（Hanking Group Company Limited），簡稱罕王集團或罕王實業集團，由民營企業家楊敏在1992年創立。總部位于中國遼寧省沈阳市。
主要業務經營礦業為主，還經營百貨、鋼鐵等行業。在2011年9月30日，成功把礦業業務分拆上市，名為「中國罕王控股有限公司」。

## 外部連結
- 罕王集團有限公司 （页面存档备份，存于）